# Hemligheter på vägen
Hemligheter på vägen är en diktsamling av poeten Tomas Tranströmer utgiven 1958. Boken är hans andra efter debuten 17 dikter. 

## Innehåll
I
- Svenska hus ensligt belägna

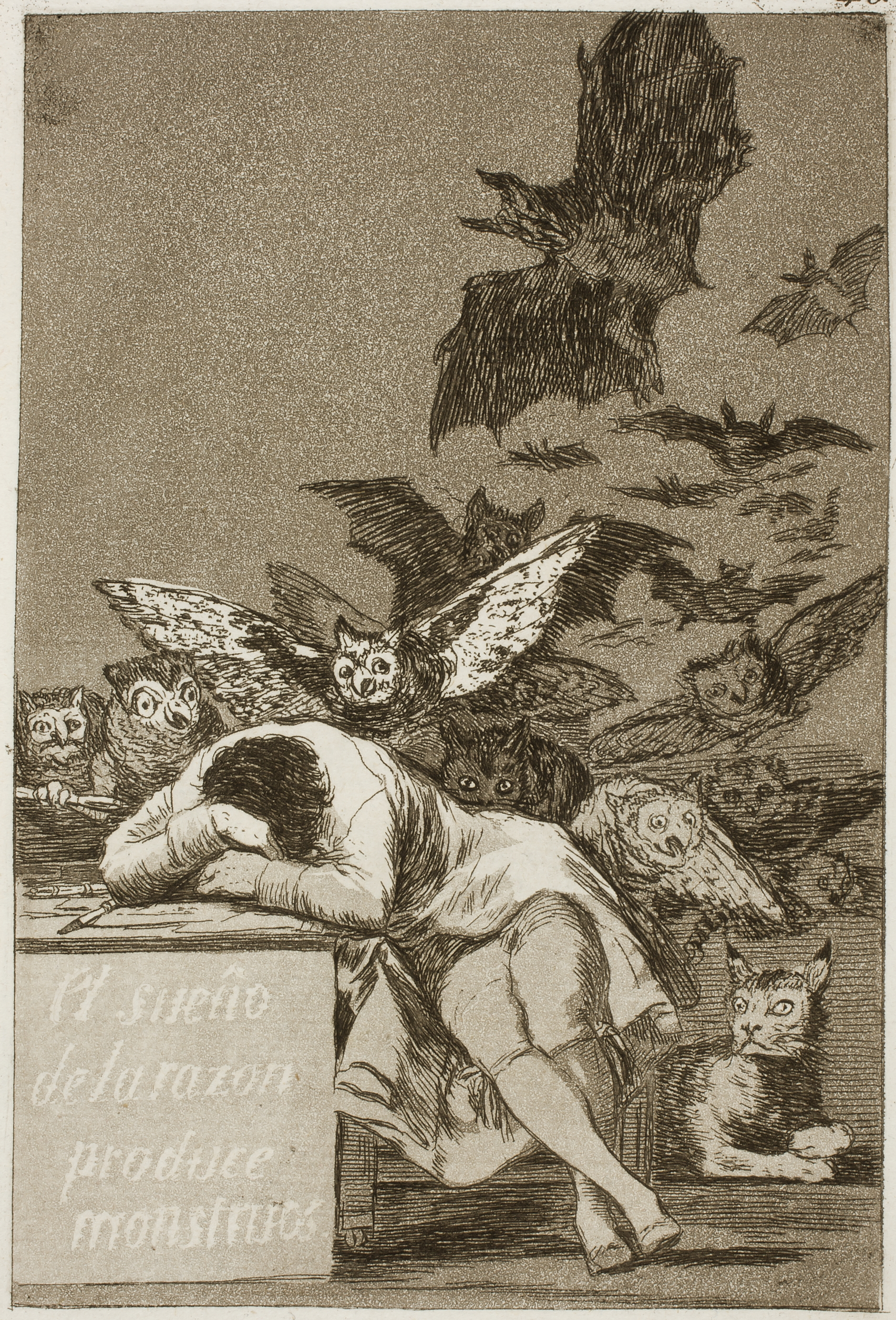
N° 43 När förnuftet sover kommer monstren (1797–1798) av Francisco de Goya i sviten för dikttiteln ”Caprichos” (1.5).

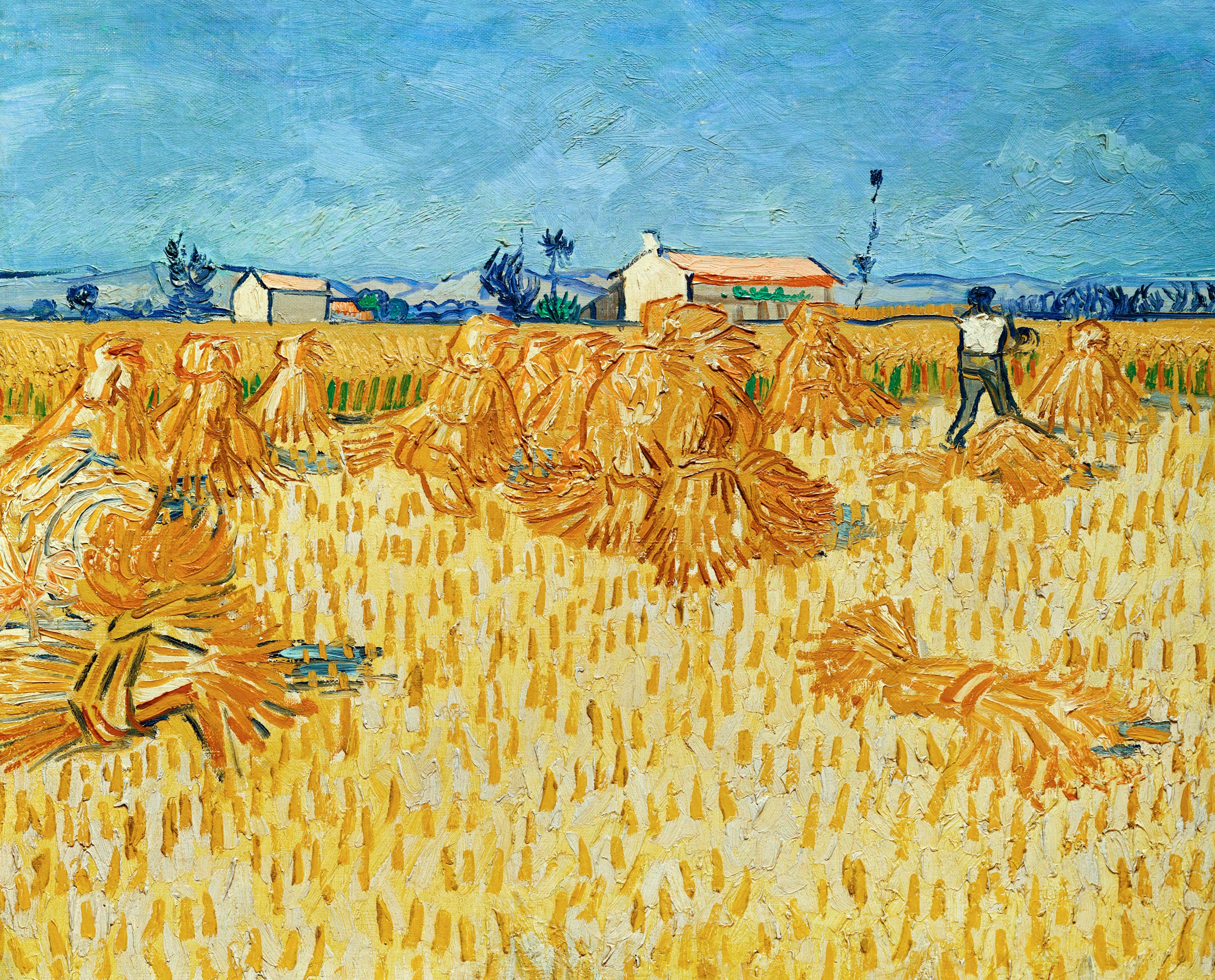
Skörd i Provence av Vincent van Gogh (1888) i dikten ”Efter anfall” (5.1).

- Han som vaknade av sång över taken
- Vädertavla
- De fyra temperamenten
- Caprichos[1]

II
- Siesta
- Izmir klockan tre

III
- Hemligheter på vägen[4]
- Spår
- Kyrie[5]

IV
- En man från Benin
- Balakirevs dröm

V
- Efter anfall[2]

VI
- Resans formler[6]

## Ljudbok
I ljudboken Tomas Tranströmer läser 82 dikter ur 10 böcker 1954–1996 läser författaren dikterna ”Svenska hus ensligt belägna” (1.1), ”Han som vaknade av sång över taken” (1.2), ”Caprichos” (1.5), ”Hemligheter på vägen” (3.1), ”Spår” (3.2), ”Kyrie” (3.3), ”En man från Benin” (4.1), ”Balakirevs dröm” (4.2), ”Efter anfall” (5.1) och ”Resans formler” (6).